# Ким Сонбом
Ким Сонбом (кор. 김 성범; 30 мая 1979) — корейский дзюдоист тяжёлой весовой категории, выступал за сборную Южной Кореи на всём протяжении 2000-х годов. Участник двух летних Олимпийских игр, чемпион Азиатских игр, чемпион Азии, чемпион летней Универсиады в Бангкоке, победитель многих турниров национального и международного значения.

## Биография
Ким Сонбом родился 30 мая 1979 года. Впервые заявил о себе в сезоне 1998 года, на юниорском чемпионате мира в Кали дошёл до стадии 1/8 финала.
Первого серьёзного успеха на взрослом международном уровне добился в 2003 году, когда попал в основной состав корейской национальной сборной и побывал на домашнем чемпионате Азии в Чеджу, откуда привёз награду золотого достоинства, выигранную в тяжёлой весовой категории. Будучи студентом, отправился представлять страну на летней Универсиаде в Тэгу, где тоже стал бронзовым призёром.
В 2004 году Ким одержал победу на азиатском первенстве в Алма-Ате, в зачёте тяжёлого веса одолел всех своих соперников, в том числе одолел действующего чемпиона мира из Японии Кэйдзи Судзуки. Также выиграл домашний международный турнир в Чеджу и студенческий чемпионат мира в Москве в командной дисциплине. Благодаря череде удачных выступлений удостоился права защищать честь страны на летних Олимпийских играх в Афинах — взял верх над первым соперником, однако на стадии 1/32 финала потерпел поражение от итальянца Паоло Бьянкесси. В утешительных встречах за третье место тоже выиграл один матч, но во втором уступил голландцу Деннису ван дер Гесту.
На чемпионате мира 2005 года в Каире Ким Сонбом получил золотую медаль за лидерство в командном зачёте. В следующем сезоне в абсолютной весовой категории завоевал золотую медаль на Азиатских играх в Дохе, в частности победил титулованного иранца Махмуда Мирана в финале. Ещё через год на азиатском первенстве в Кувейте получил бронзу сразу в двух весовых категориях, тяжёлой и абсолютной. Кроме того, в этом сезоне был лучшим на летней Универсиаде в Бангкоке, в том числе в финале прошёл россиянина Дмитрия Стерхова.
В 2008 году на домашнем чемпионате Азии в Чеджу выиграл бронзовую медаль, потерпев единственное поражение в четвертьфинале от узбека Абдулло Тангриева. Находясь в числе лидеров дзюдоистской команды Южной Кореи, благополучно прошёл квалификацию на Олимпийские игры в Пекине — взял верх над первым соперником, однако во втором поединке потерпел поражение от эстонца Мартина Падара и лишился тем самым всяких шансов на попадание в число призёров олимпийского турнира.
После пекинской Олимпиады Ким Сонбом остался в основном составе корейской национальной сборной и продолжил принимать участие в крупнейших международных турнирах. Так, в 2010 году в тяжёлой весовой категории он одержал победу на этапе Кубка мира в Майами. Вскоре по окончании этих соревнований принял решение завершить карьеру профессионального спортсмена.